# Каласпарра
Каласпарра (ісп. Calasparra) — муніципалітет в Іспанії, у складі автономної спільноти Мурсія. Населення — 10 851 особа (2010).
Муніципалітет розташований на відстані близько 300 км на південний схід від Мадрида, 55 км на північний захід від Мурсії.
На території муніципалітету розташовані такі населені пункти: (дані про населення за 2010 рік)
- Каласпарра: 9850 осіб
- Ла-Фінка: 2 особи
- Ла-Лус: 3 особи
- Пуенте-дель-Ріо-Сегура: 48 осіб
- Куартос-де-Ротас: 8 осіб
- Естасьйон-де-Феррокарріль: 5 осіб
- Маканео: 17 осіб
- Ла-Гранха: 15 осіб
- Ель-Сальто-де-ла-Вірхен: 4 особи
- Лас-Торрентас: 322 особи
- Баньйос-де-Хіліко: 0 осіб
- Кортіхо-де-лос-Панес: 60 осіб
- Пантано-де-Альфонсо XIII: 18 осіб
- Кортіхо-Альто: 0 осіб
- Ла-Доктора: 67 осіб
- Лос-Мадрілес: 36 осіб
- Лос-Марінес: 25 осіб
- Лос-Мілісіанос: 88 осіб
- Ель-Реолід: 28 осіб
- Лас-Репосадерас: 255 осіб

## Демографія
Динаміка населення (INE ):

## Галерея зображень

Розташування муніципалітету Каласпарра у провінції Мурсія
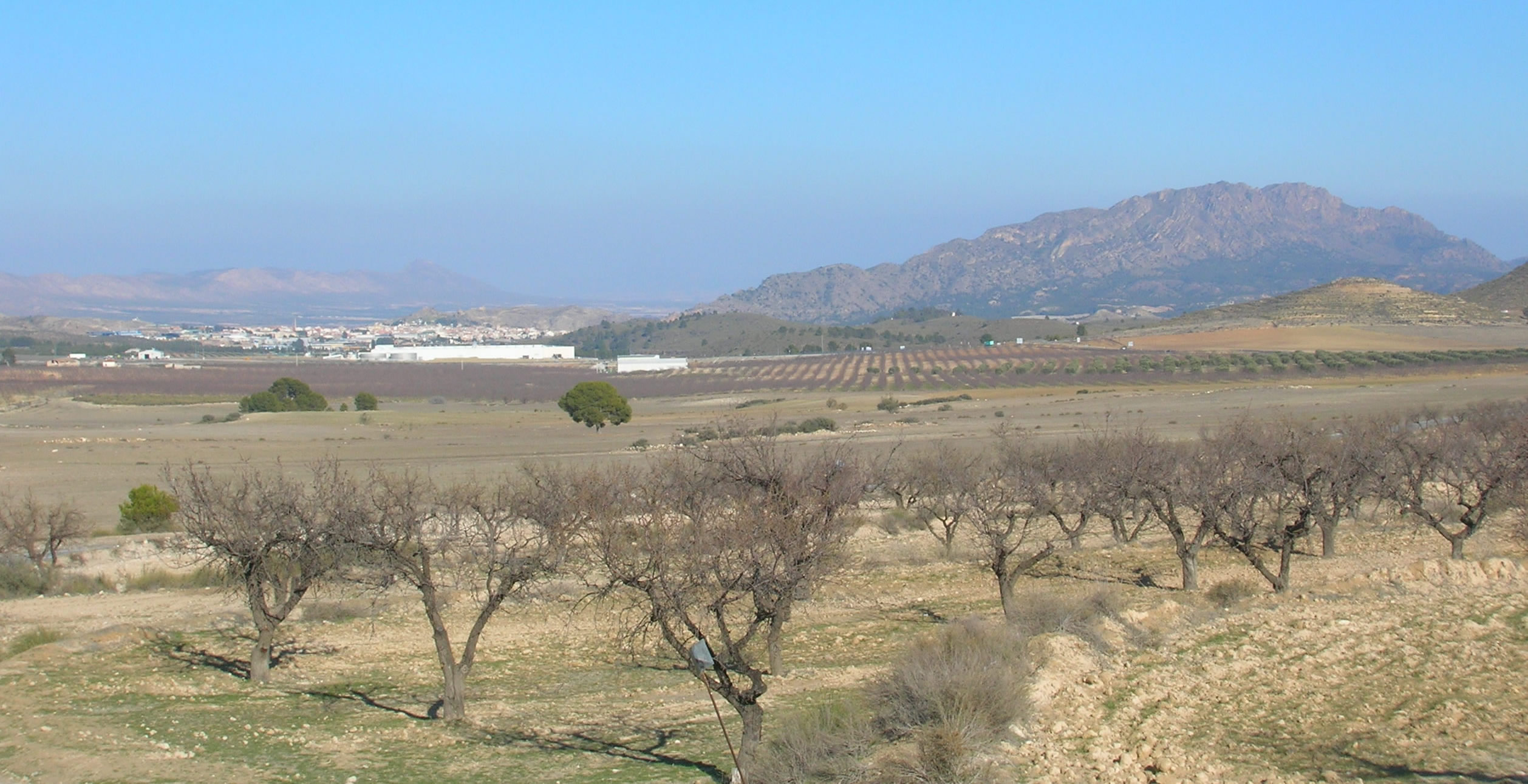
Каласпарра
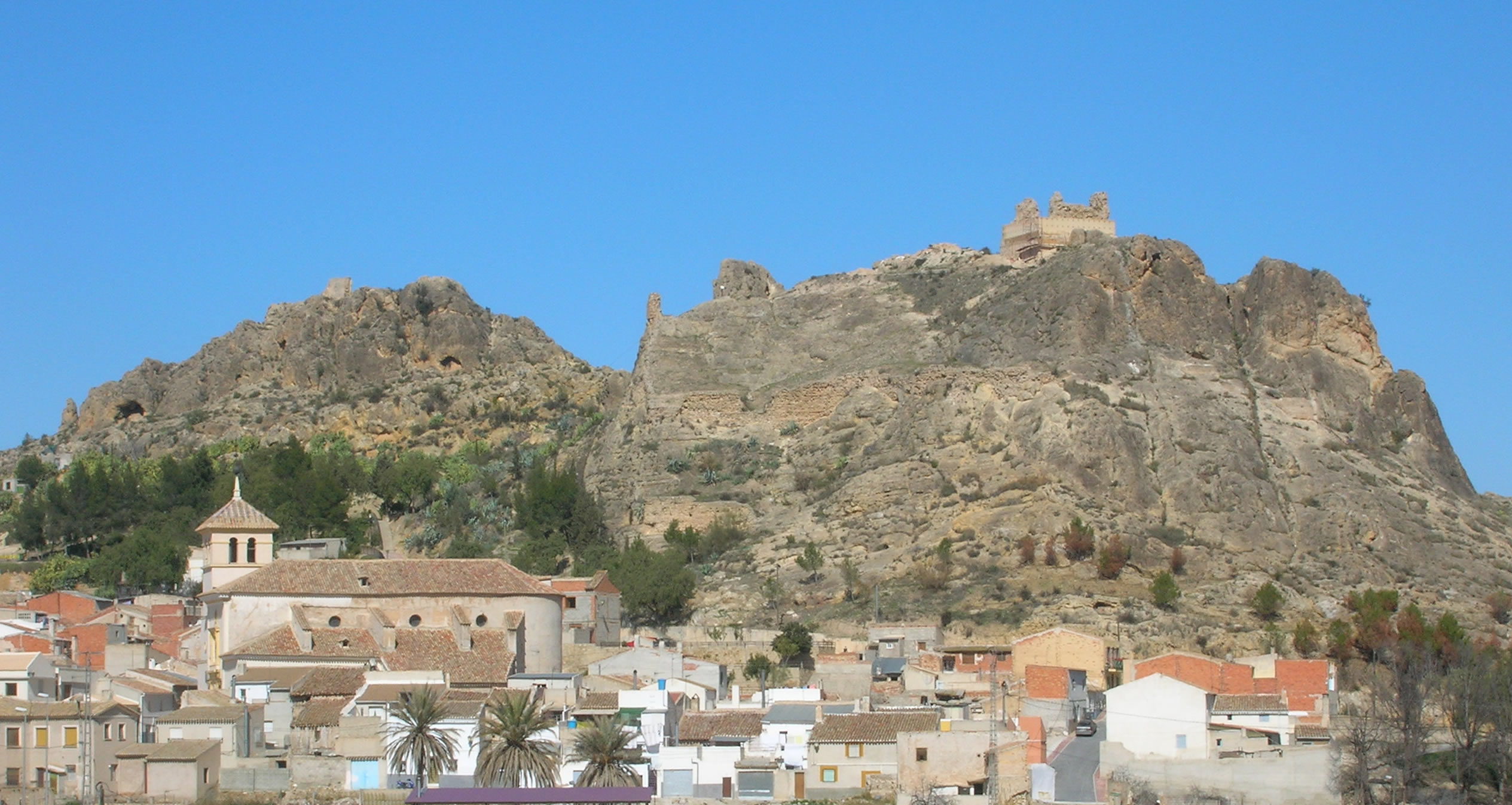
Руїни арабського замку над містом
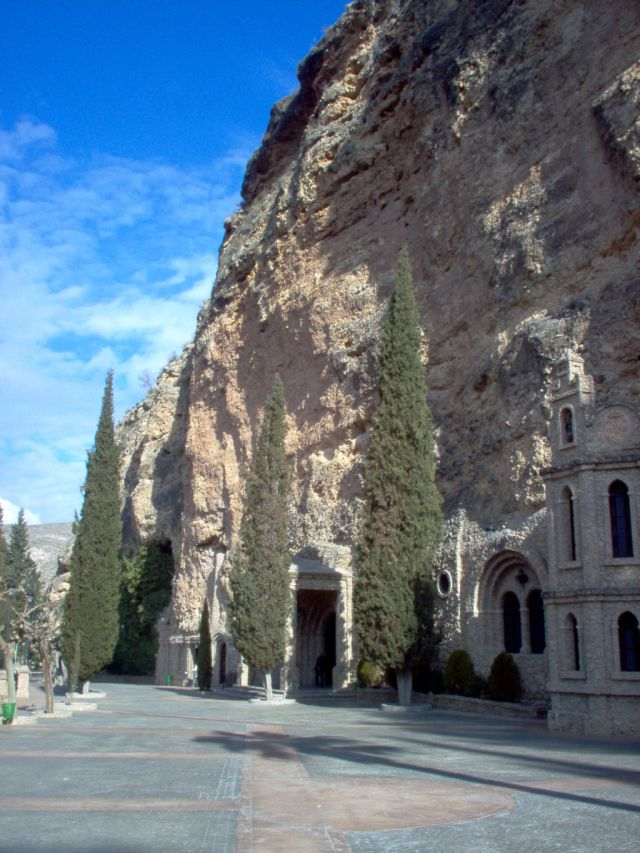
Каплиця Ла-Вірхен-де-ла-Есперанса
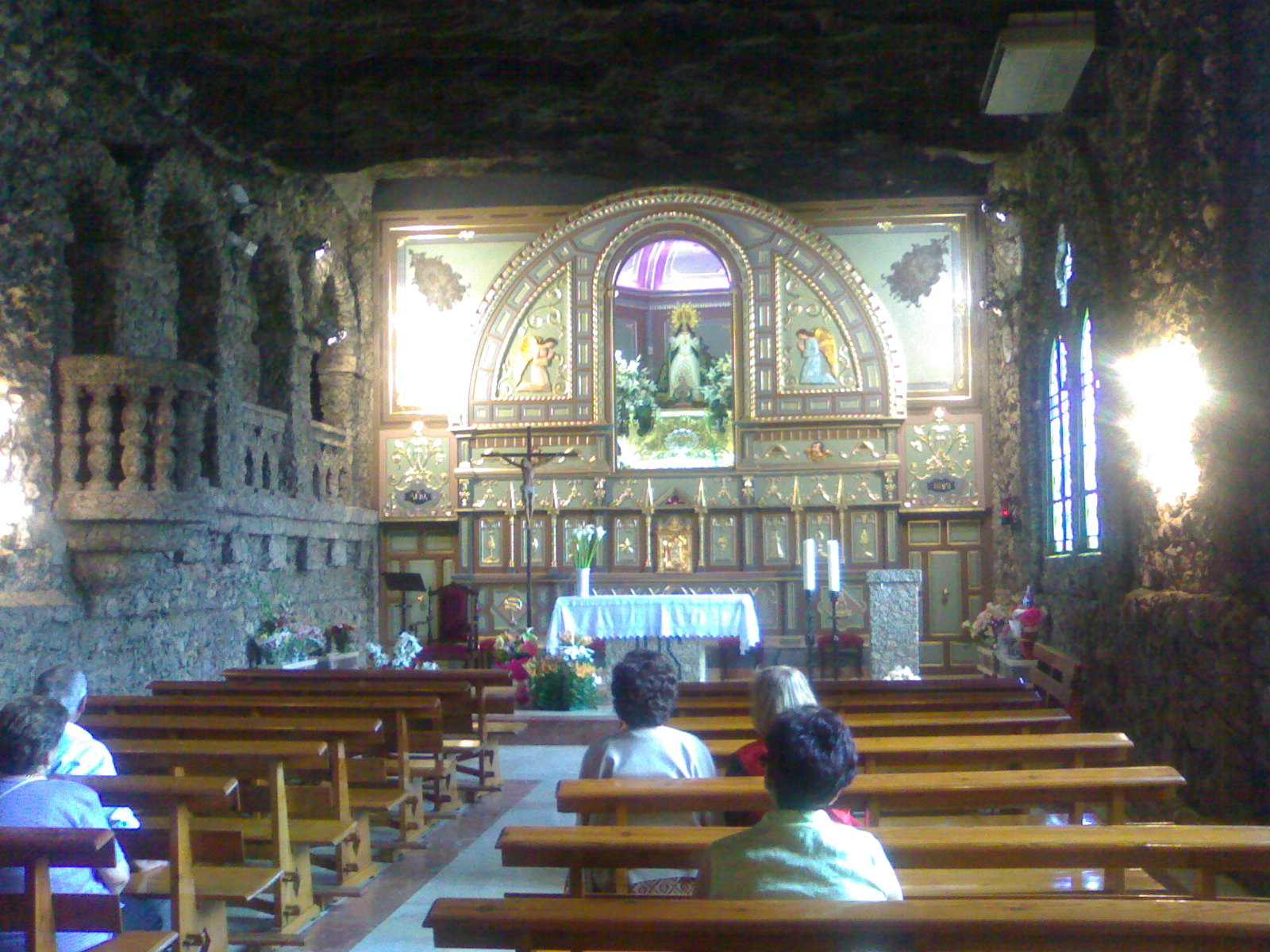
Каплиця Ла-Вірхен-де-ла-Есперанса
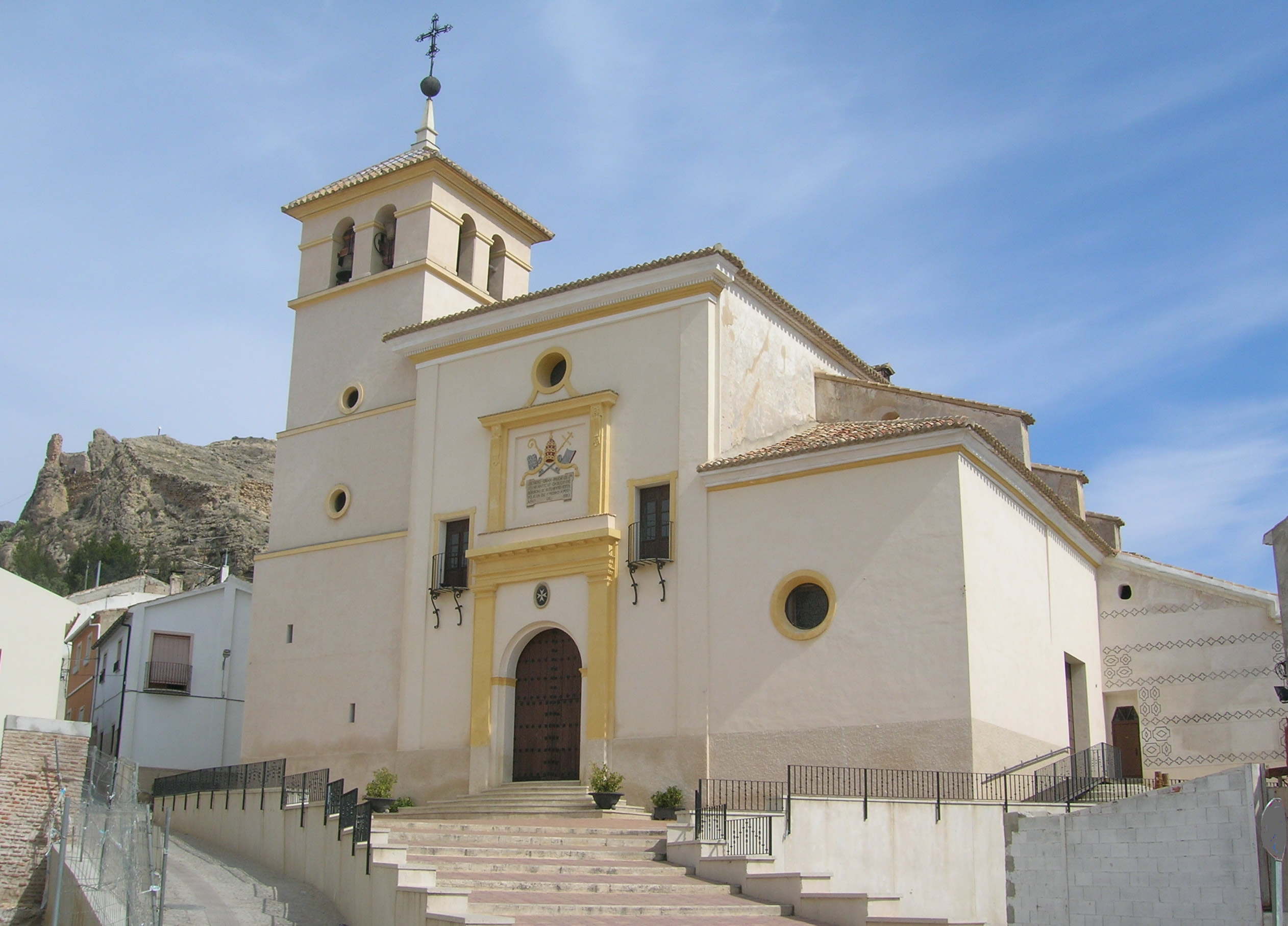
Церква Сан-Педро-Апостол (1820)
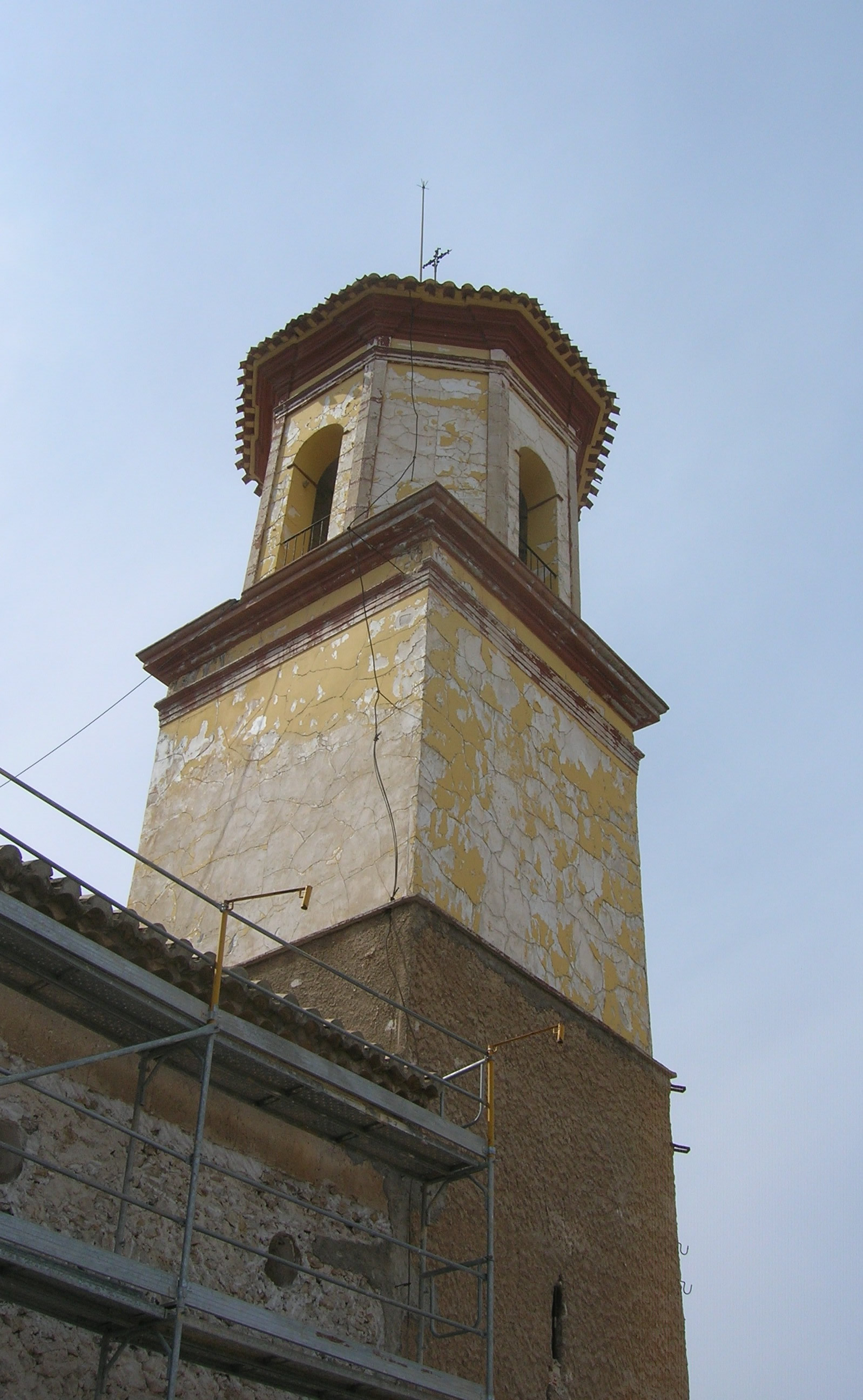
Дзвіниця церкви Лос-Сантос-Абдон-і-Сенен